# NGC 2457
NGC 2457 este o galaxie spirală situată în constelația Linxul. A fost descoperită în 10 martie 1874 de către Ralph Copeland⁠(d).